# Anasarka
Anasarka je povšechná vodnatelnost a prosáknutí tkání vodou. Je to těžká forma povšechného otoku.